# Zinaïda Vorónina
Zinaïda Vorónina, de naixement Zinaïda Borisovna Drujínina (en rus: Зинаида Борисовна Дружинина Воронина) (Ioixkar-Olà, Unió Soviètica, 1947 - Balaixikha, Rússia, 2001), fou una gimnasta artística soviètica, guanyadora de quatre medalles olímpiques.

## Biografia
Va néixer el 10 de desembre de 1947 a la ciutat de Ioixkar-Olà, població situada a l'estat de Marí El, que en aquells moments formava part de la República Socialista Federada Soviètica de Rússia (Unió Soviètica) i avui dia de la Federació russa. Es casà amb el també gimnasta i medallista olímpic Mikhaïl Voronin, del qual es divorcià el 1980.
L'any 1969 fou guardonada amb l'Orde de la Insígnia d'Honor
Va morir el 5 de març de 2001 a la seva residència de Balaixikha, població situada a l'óblast de Moscou.

## Carrera esportiva
Va participar, als 20 anys, en els Jocs Olímpics d'Estiu de 1968 celebrats a Ciutat de Mèxic (Mèxic), on va aconseguir guanyar la medalla d'or en el concurs general (per equips), la medalla de plata en la prova del concurs general (individual) i la medalla de bronze en les proves de barres asimètriques i salt sobre cavall. Així mateix finalitzà quarta en la prova d'exercici de terra, guanyant un diploma olímpic, com a resultat més destacat.
Al llarg de la seva carrera guanyà sis medalles en el Campionat del Món de gimnàstica artística, una d'elles d'or; i tres medalles en el Campionat d'Europa de gimnàstica artística, una d'elles de plata.